# Troubky-Zdislavice
Troubky-Zdislavice jsou obec v okrese Kroměříž ve Zlínském kraji. Žije zde 422 obyvatel.

## Historie
Obec Troubky-Zdislavice vznikla roku 1960 sloučením dvou obcí, jimiž jsou Troubky a Zdislavice.

## Obyvatelstvo

### Struktura
Vývoj počtu obyvatel za celou obec i za jeho jednotlivé části uvádí tabulka níže, ve které se zobrazuje i příslušnost jednotlivých částí k obci či následné odtržení.
| Místní části   | Místní části            | 1869  | 1880  | 1890 | 1900 | 1910 | 1921 | 1930  | 1950 | 1961 | 1970 | 1980 | 1991 | 2001 | 2011 | 2021 |
| -------------- | ----------------------- | ----- | ----- | ---- | ---- | ---- | ---- | ----- | ---- | ---- | ---- | ---- | ---- | ---- | ---- | ---- |
| Počet obyvatel | část Troubky-Zdislavice | 1 059 | 1 069 | 957  | 998  | 996  | 985  | 1 028 | 806  | 846  | 810  | 718  | 645  | 497  | 478  | 416  |
| Počet domů     | část Troubky-Zdislavice | 161   | 172   | 180  | 180  | 185  | 193  | 234   | 227  | 211  | 209  | 185  | 216  | 212  | 214  | 213  |

## Obecní správa

### Části obce
- Troubky
- Zdislavice

### Obecní symboly
Znak a vlajka byly obci uděleny rozhodnutím předsedy Poslanecké sněmovny Parlamentu České republiky dne 28. listopadu 2000.

## Pamětihodnosti
- Socha svatého Floriána v Troubkách
- Socha svatého Jana Nepomuckého v Troubkách
- Kaple Troubky
- Zámek Zdislavice
- Zvonice v Troubkách
- Hrobka Marie von Ebner Eschenbach

## Osobnosti

### Rodáci
- Marie von Ebner-Eschenbachová (1830–1916), rakouská spisovatelka, narozená ve Zdislavicích
- Gabriel Fránek (1859–1930), český skladatel a dirigent

## Galerie

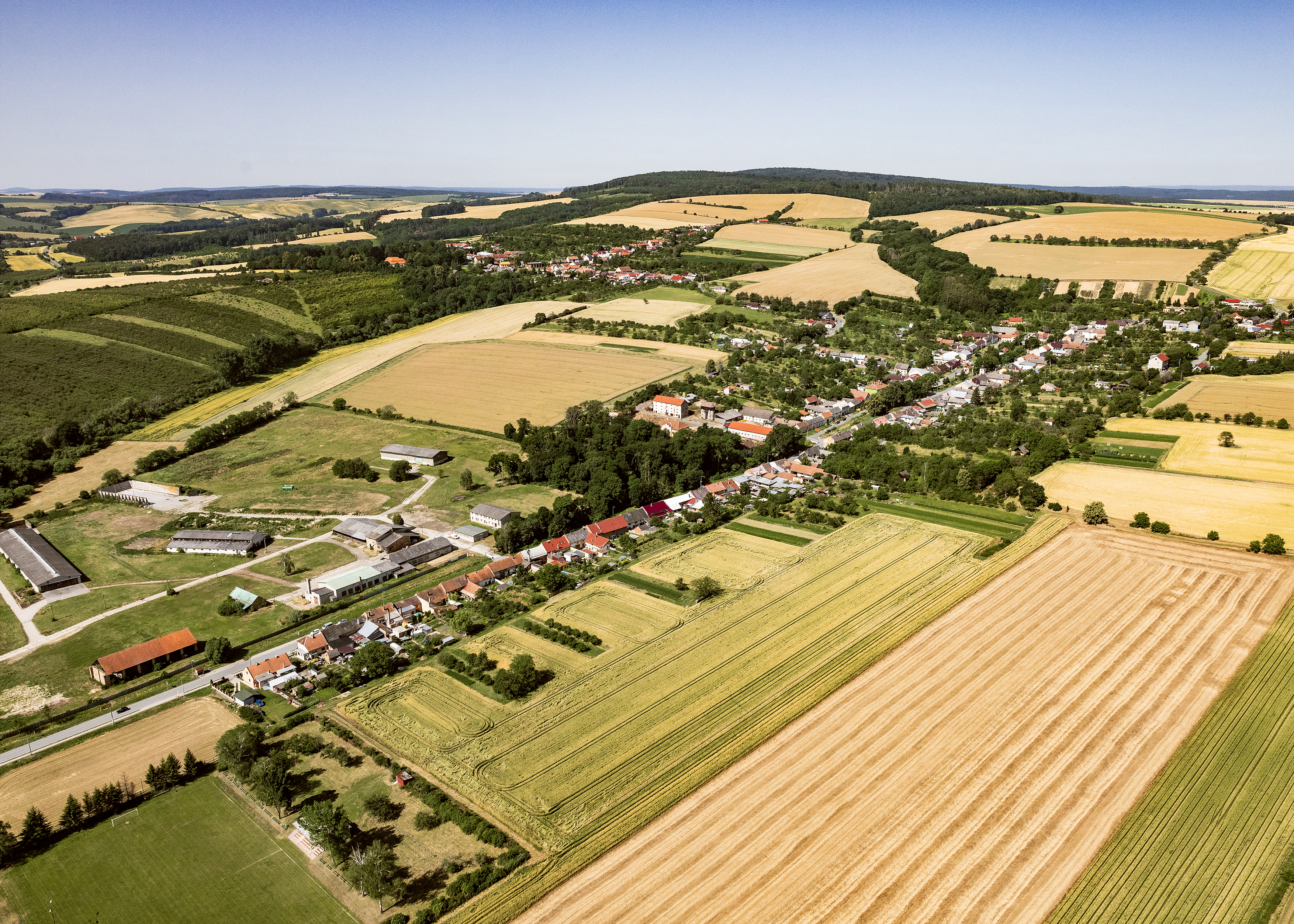
Troubky-Zdislavice z výšky

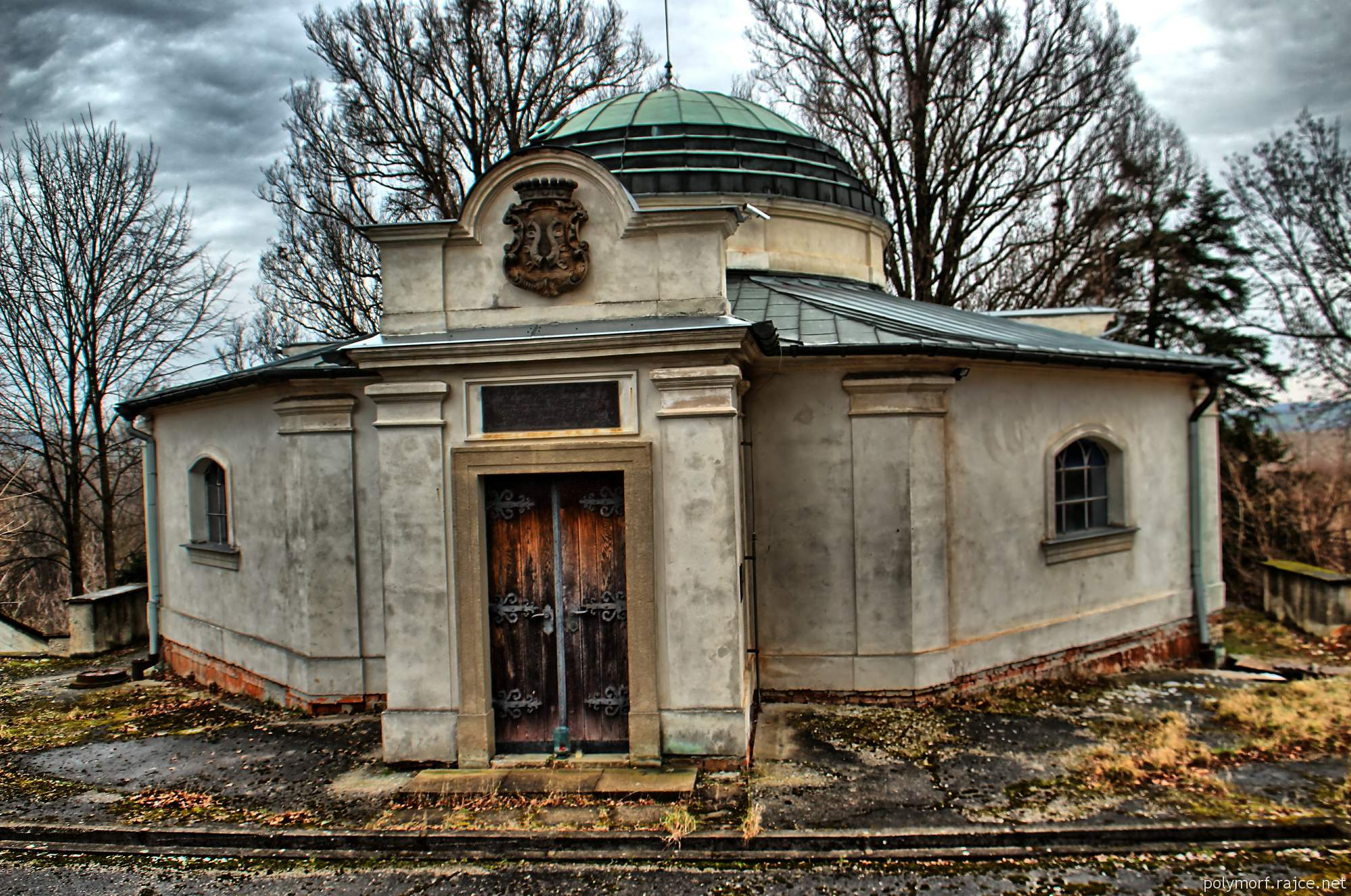
Hrobka Marie von Ebner Eschenbach